# Prîvilne, Zaporijjea
Prîvilne (în ucraineană Привільне; în trecut Radeanske) este un sat în comuna Lukașeve din raionul Zaporijjea, regiunea Zaporijjea, Ucraina.

## Demografie
Componența lingvistică a localității Prîvilne
     Ucraineană (89,52%)
     Rusă (6,67%)
Conform recensământului din 2001, majoritatea populației localității Prîvilne era vorbitoare de ucraineană (89,52%), existând în minoritate și vorbitori de rusă (6,67%).